# Я никогда не буду твоей
«Я никогда не буду твоей» (англ. I Could Never Be Your Woman) — комедийная мелодрама 2007 года о том, как в немолодом возрасте поверить в себя и вновь ощутить чувство влюблённости.
В главной роли — Мишель Пфайффер. Дата выхода в прокат — 11 мая 2007 года. Фильм был выпущен сразу на DVD, без предварительного показа в кинотеатрах.
«Я никогда не смогу быть твоей женщиной» — строчка из песни группы White Town Your Woman, которая является саундтреком фильма.

## Сюжет
Роузи — хороший продюсер на телевидении, к тому же привлекательная женщина. Однако кажется, её всё больше окружают молодые конкурентки, невольно заставляющие задуматься о своём неудавшемся браке и подступающем возрасте. Адам — мужчина, который в прямом смысле готов спасти её. Он молод, энергичен, и рядом с ним Роузи обретает веру в свои силы. Для неё он чудо, посланное с небес, которое переворачивает её жизнь с ног на голову. В то же самое время, когда её дочь Иззи одержима чувствами первой влюблённости.

## В ролях
| Актёр           | Роль         |
| --------------- | ------------ |
| Мишель Пфайффер | Роузи        |
| Пол Радд        | Адам         |
| Сирша Ронан     | Иззи         |
| Стейси Дэш      | Брианна      |
| Фред Уиллард    | Марти        |
| Джон Ловитц     | Нейтан       |
| Сара Александр  | Дженни       |
| Трейси Ульман   | Мать-природа |
| Ясмин Пейдж     | Мелани       |